# Mycoplasma adleri
Mycoplasma adleri è una specie di batterio appartenente alla famiglia delle Mycoplasmataceae.